# تجمع نجمي

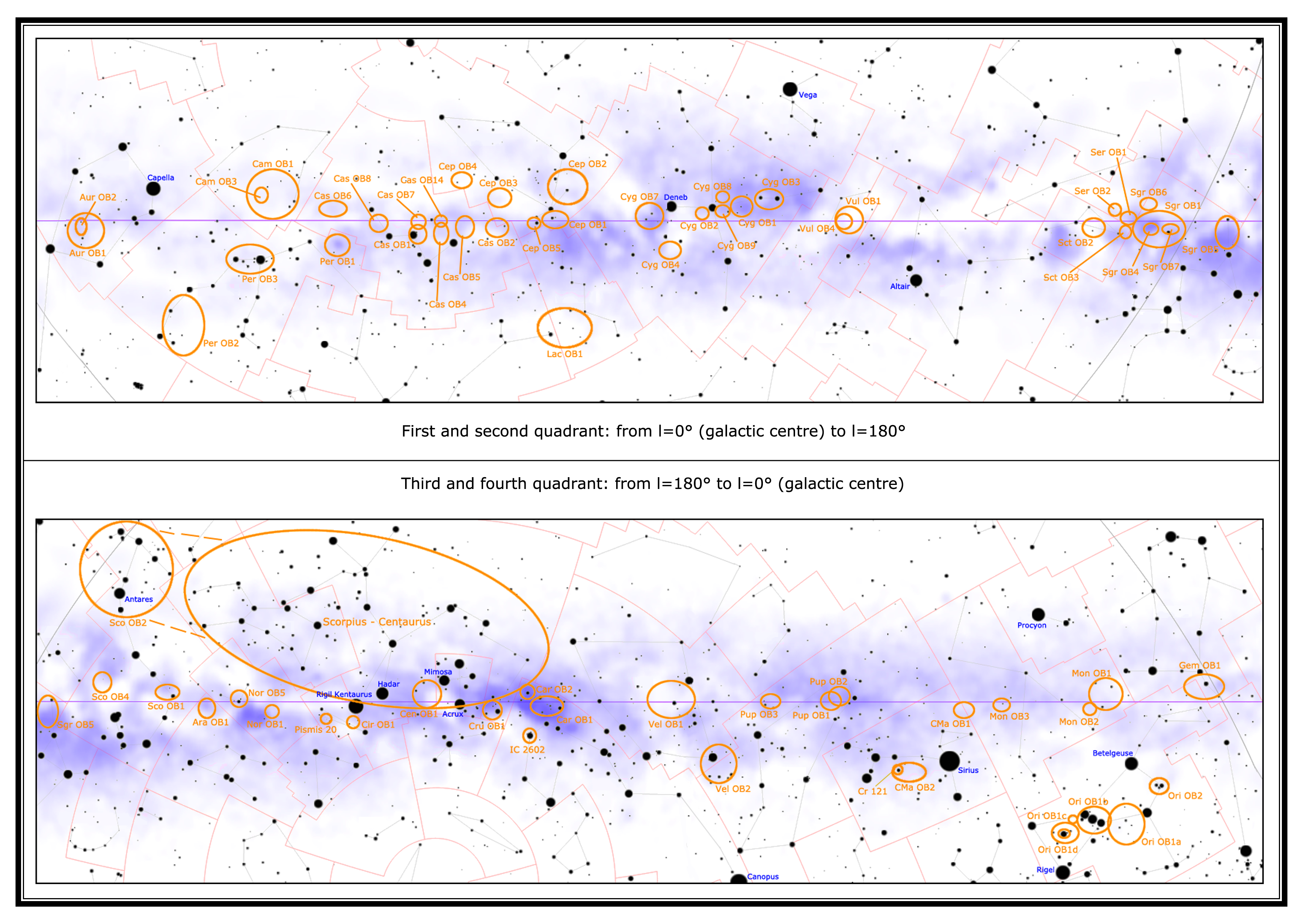
التجمعات النجمية الرئيسة للمستوى المجري في سماء الليل

التجمع النجمي هو عنقود نجمي فضفاض للغاية، أكثر فضفضة من كل من العناقيد المفتوحة والعناقيد الكروية. ستحتوي التجمعات النجمية عادةً على ما بين 10 إلى 100 نجمًا مرئيًّا أو أكثر. يُتَعَرَّف على التجمع في المقام الأول من خلال التشابهات في متجهات حركة النجوم الأعضاء، والأعمار، والتراكيب الكيميائية. تشير هذه الميزات المشتركة إلى أن الأعضاء يتشاركون في أصل مشترك. ومع ذلك، فقد أصبحت غير مرتبطة جاذبيًا، على عكس العناقيد النجمية، وستبتعد النجوم الأعضاء عن بعضها البعض على مدى ملايين السنين، لتصبح مجموعةً متحركةً حيث تنتشر في جميع أنحاء جوارها داخل المجرة.
اكتشف فيكتور أمبارتسوميان التجمعات النجمية في عام 1947. تستخدم الأسماء الاصطلاحية للتجمعات النجمية أسماء أو اختصارات الكوكبات التي تقع فيها؛ ونوع التجمع، وفي بعض الأحيان، مُعَرِّفًا رقميًّا.